# 2004年の政治
2004年の政治（2004ねんのせいじ）では、2004年（平成16年）の政治分野に関する出来事をまとめる。

## できごと

### 1月
- 1月4日 - ジョージア大統領選挙でミヘイル・サアカシュヴィリが圧勝。
- 1月29日 - 民主党、古賀潤一郎衆議院議員が学歴詐称の責任を取り提出した離党届を受理せず除名処分とする。

### 2月
- 2月29日 - ハイチのジャン＝ベルトラン・アリスティド大統領が反乱で辞任、出国。

### 3月
- 3月12日 - 韓国国会が盧武鉉大統領弾劾を決議（5月14日、弾劾棄却）。
- 3月14日 - ロシア大統領選挙でウラジーミル・プーチン大統領再選。
- 3月20日 - 中華民国（台湾）総統選挙で陳水扁総統再選。
- 3月22日 - イスラエル軍がハマースの指導者アフマド・ヤースィーンを殺害。

### 4月
- 4月17日 - イスラエル軍がハマースの強硬派指導者アブドゥルアズィーズ・アッ＝ランティースィーを殺害。
- 4月22日 - 北朝鮮平安北道竜川駅爆発事件。
- 4月28日 - 年金改革関連法案が与党賛成多数で可決。
- 4月某日 - 政治家の年金未納問題が相次いで発覚。

### 5月
- 5月1日 - 欧州連合に新たに10か国が加盟、合計25か国になる。
- 5月5日 - チェチェン共和国のアフマド・カディロフ大統領が暗殺される。
- 5月7日 - 政治家の年金未納問題で、3年1ヶ月の間年金が未納だった福田康夫官房長官が引責辞任する。
- 5月10日 - 閣僚の年金未納を追及していた菅直人民主党代表が、10か月間、当時の所管大臣（厚生大臣）であったにもかかわらず年金に未加入だったことが判明し辞任。
- 5月10日 - フィリピン大統領選挙。グロリア・アロヨが当選（確定は6月24日）。
- 5月13日 - インド総選挙の開票が行われる。国民会議派の勝利により政権交代が起こり、マンモハン・シン内閣が発足することとなる。
- 5月17日 - 小沢一郎が、年金未加入時期があったとして、民主党次期代表を辞退する旨を発表した。
- 5月20日 - ボストンのタフツ大学大学院修了としてきたが必須の単位が一つ足りていなかったことがわかったとして、原田義昭文部科学副大臣が辞任。
- 5月17日 - イラク統治評議会のイッズッディーン・サリーム議長が暗殺される。
- 5月22日 - 小泉純一郎内閣総理大臣が北朝鮮を再訪問。平壌で、日朝首脳会談が行われる。拉致被害者の家族5人が帰国。

### 6月
- 6月2日 - イラク統治評議会が解散し、イラク暫定政権が発足。暫定政権の元首となる大統領にスンナ派部族指導者のガーズィー・ヤーワル、実務を担当する首相にシーア派で政党指導者のイヤード・アッラーウィーが就任。
- 6月5日 - 年金改革関連法案が参議院で可決、成立。
- 6月8日 - G8シーアイランド・サミットが米国ジョージア州で開催（ - 10日）。
- 6月10日 - 欧州連合加盟国で欧州議会議員選挙の投票が行われる（ - 13日）。
- 6月28日 - イラクを統治してきた連合国暫定当局 (CPA) がイラク暫定政権に主権を移譲。

### 7月
- 7月11日 - 第20回参議院議員通常選挙投開票実施。
- 7月18日 - ボリビアで、天然ガス採掘の国有化を問う国民投票。
- 7月21日 - 日本の小泉純一郎首相と韓国の盧武鉉大統領とが済州島で会談。
- 7月28日 - 日歯連事件に絡んで東京地検特捜部が、自民党の吉田幸弘衆議院議員を公職選挙法違反と業務上横領容疑で逮捕、吉田は自民党本部から除名処分を受けた。
- 7月30日 - 参議院議員・扇千景が女性初の参議院議長に就任。

### 8月
- 8月12日 - リー・シェンロンがシンガポール首相に就任。

### 9月
- 9月19日 - 江沢民が中央軍事委員会主席を退き、胡錦涛が中国の共産党、政府、軍の全権を掌握。
- 9月27日
  - 第2次小泉改造内閣発足。
  - 古賀潤一郎衆議院議員が学歴詐称の責任を取り議員辞職。

### 10月
- 10月10日 - リトアニアで議会選挙が実施。左派諸党派が勝利。
- 10月29日
  - ノロドム・シハモニがカンボジアの国王に即位する。
  - イタリア・ローマで欧州のための憲法を制定する条約が調印される。

### 11月
- 11月2日 - 米大統領選挙一般投票、共和党所属のジョージ・ウォーカー・ブッシュが勝利。
- 11月11日 - パレスチナ自治政府のヤーセル・アラファート大統領死去。
- 11月22日 - ウクライナ大統領選挙で、現職首相のヤヌコーヴィチ候補が当選したが、大規模な不正が発覚し、野党による抗議運動が勃発。（「オレンジ革命」）
- 11月24日 - バローゾ委員会（欧州委員会）発足。プローディ委員会の任期は10月31日までだったが、新委員会人事の承認が遅れたため、この日に発足した。

### 12月
- 12月17日 - 小泉純一郎首相、鹿児島県指宿市で盧武鉉韓国大統領と会見（- 18日）。
- 12月26日 - ウクライナ大統領選やり直し選挙で、野党のヴィクトル・ユシチェンコ元首相が勝利。
- 12月27日 - 中華民国（台湾）の李登輝前総統が来日。

## 死去
- 1月9日 - 桑原敬一、福岡市長。
- 1月13日 - 坂田道太、自由民主党衆議院議員。衆議院議長、法務大臣、文部大臣、厚生大臣。
- 1月16日 - 阿具根登、日本社会党参議院議員。参議院副議長。
- 1月23日 - 安倍基雄、自由民主党衆議院議員。
- 1月25日 - 白木義一郎、公明党衆議院議員、日本プロ野球界出身の初の国会議員。
- 1月26日 - 北村正哉、青森県知事。
- 1月28日 - 池田行彦、自由民主党衆議院議員、外務大臣。
- 2月1日 - 中川健吉、浦和市長。
- 2月2日 - 堂垣内尚弘、自由民主党衆議院議員、北海学園大学教授。
- 2月5日 - 菊池福治郎、自由民主党衆議院議員。
- 2月16日 - 宮崎茂一、自由民主党衆議院議員、科学技術庁長官。
- 2月20日 - 山中貞則、自由民主党衆議院議員、通商産業大臣。
- 3月7日 - 和合正治、松本市長。
- 3月8日 - 山原健二郎、日本共産党衆議院議員。
- 3月17日 - 羽田野忠文、自由民主党衆議院議員、法務委員長。
- 3月22日 - アフマド・ヤースィーン、ハマース創設者・指導者。
- 4月17日 - アブドゥルアズィーズ・アッ＝ランティースィー、ハマース指導者。
- 4月18日 - 穐山篤、日本社会党参議院議員。
- 4月18日 - 野坂浩賢、日本社会党衆議院議員、建設大臣。
- 4月18日 - カミセセ・マラ、フィジー共和国大統領。
- 4月25日 - 三塚博、自由民主党衆議院議員、運輸大臣、通商産業大臣、外務大臣、大蔵大臣。
- 5月9日 - アフマド・カディロフ、ロシア連邦チェチェン共和国初代大統領。
- 6月5日 - ロナルド・レーガン、アメリカ合衆国大統領。
- 6月26日 - 柳川覚治、自由民主党衆議院議員、沖縄開発政務次官。
- 7月10日 - 岩崎純三、自由民主党参議院議員、総務庁長官、真岡市長。
- 7月11日 - 林大幹、自由民主党参議院議員、環境庁長官。
- 7月16日 - 川村清一、日本社会党参議院議員。
- 7月19日 - 鈴木善幸、内閣総理大臣。
- 7月22日 - 加藤卓二、自由民主党衆議院議員。
- 8月4日 - 堀川和洋、姫路市長、警察庁官僚。
- 8月23日 - 岡野裕、自由民主党参議院議員、労働大臣。
- 8月23日 - 沢藤礼次郎、日本社会党衆議院議員。
- 9月7日 - 竹内藤男、茨城県知事、自由民主党参議院議員。
- 9月30日 - 中山利生、自由民主党衆議院議員、防衛庁長官。
- 11月2日 - 竹内猛、日本社会党衆議院議員。
- 11月2日 - 土屋佳照、鹿児島県知事。
- 11月6日 - 原健三郎、自由民主党衆議院議員、衆議院議長。
- 11月11日 - ヤーセル・アラファート、初代パレスチナ自治政府大統領、パレスチナ解放機構議長。
- 11月27日 - 諫山博、日本共産党衆議院議員、参議院議員
- 12月24日 - 野村仲三郎、鈴鹿市長。